# Incredible India
Incredible India («Невероятная Индия») — название международной маркетинговой кампании, проводимой правительством Индии с 2002 года, для продвижения и развития туризма в Индии на глобальный уровень.

## Происхождение названия
Название «Incredible India» было официально использовано Амитабхом Кантом (Amitabh Kant), бывшим в то время сосекретарём Союза министерства туризма Индии, в 2002 году.

## Маркетинговая кампания
Туризм — одна из главных отраслей индийской экономики, поэтому Министерство туризма Индии запустила кампанию по продвижению «Incredible India» как туристическое место назначение в 2002 году. Фраза «Incredible India» была принята министерством как слоган. До 2002 года правительство Индии регулярно разрабатывало политику и выпускало памфлеты и брошюры для продвижения туризма в Индии, однако, не поддерживало туризм в согласованном порядке. Однако, в 2002 году министерство туризма сделало сознательные усилия для привнесения большего профессионализма в попытке продвижения туризма. Это позволило выработать единую стратегию взаимодействий с целью продвижения Индии как места, которое могут выбрать разного рода путешественники. Министерство туризма наняло фирму по рекламе и маркетингу «Ogilvy & Mather» (Индия) (O&M) для создания новой кампании, которая увеличит поток туристов в страну.
Кампания разработана Индией как способ привлечь туристов, показывая разные стороны индийской культуры и истории, как, например, йога и духовность. Кампания проводилась на глобальном уровне и получила признательность от обозревателей туристической индустрии, а также от путешественников. Однако кампания также подверглась критике со стороны некоторых кругов. Некоторые обозреватели считают, что Индии не удалось создать привлекательности для среднестатистического туриста в некоторых аспектах.
В 2009 году министр туризма Кумари Селджа (Kumari Selja) обнародовал планы по расширению кампании «Incredible India» для развития внутреннего туризма. В том же году 12 миллионов долларов США из общего бюджета в 200 миллионов долларов были направлены на цели по продвижению внутреннего туризма.
В 2008 году Министерство туризма Индии запустило кампанию, ориентированную на местное население, которая должна обучать жителей хорошему поведению и этикету, когда они общаются с иностранными туристами. Индийский актёр Аамир Хан был уполномочен для поддержки кампании, которая называлась «Атитхидево Бхава» (Atithidevo Bhava), что в переводе с санскрита означает «гости как Бог». «Атитхидево Бхава» имела своей целью создание понимания того, что усилия, делаемые в туризме, позволяют сохранить наследие Индии, её культуру, чистоту и гостеприимство. Эта кампания также пыталась привить чувство ответственности к туристам и укрепить доверие иностранных туристов к Индии как хорошего места для отдыха. Концепция была разработана, чтобы дополнить кампанию «Incredible India».

## Влияние на индийский туризм
По данным о расходах, опубликованным Visa Asia Pacific в марте 2006 года, Индия стала самым быстрорастущим рынком в Азиатско-Тихоокеанском регионе в рамках международных расходов на туризм. Данные показали, что международные туристы потратили 372 миллионов долларов в Индии в четвёртом квартале (октябрь-декабрь) 2005 года — это на 25 % больше, чем в четвёртом квартале 2004 года. Китай, который стал вторым в регионе, был успешным в четвёртом квартале 2005 года, когда туристы потратили 784 миллиона долларов — это больше на 23 %, чем в четвёртом квартале 2004 года. Большие расходы туристов в Индии, стали следствием деятельности грамотной политики Министерства туризма Индии, которое благодаря кампании «Incredible India», смогло создать такой мощный рынок.

## Признание и критика
Аналитики туристической индустрии и туроператоры оценили высокие стандарты кампании «Incredible India». «Промокампания делает мощное визуальное воздействие и создаёт впечатление, что Индия — это волшебное место, которое стоит посетить,- сказала Энн Морган Скалли — президент компании „McCabeBremer Travel“ в Вирджинии, США». Среднестатистические туристы тоже находят, что кампания — интересная и информативная, демонстрируя это в своих комментариях и блогах на туристических веб-сайтах. Хотя кампания «Incredible India» в целом получила положительные оценки, однако, мнения туристических обозревателей расходились в плане положения Индии в этой кампании. Директор компании «Fidelis Advertising and Marketing Pvt. Ltd.» Дж. С. Мурари заявил, что ему было неловко с названием «Incredible India» и выразил мнение, что, поскольку Индия не одномерная страна, как Сингапур или Мальдивы, то использование такого слова как «incredible» (невероятный, в данном случае — невероятная) неуместно для описания Индии в целом. В 2011 году Арджун Шарма (Arjun Sharma) — управляющий директор компании «Le Passage to India» заявил, что кампания прожила свою жизнь и должна была быть обновлена. Министерство туризма снова наняло «Ogilvy & Mather» на три года, начиная с 2012, чтобы пересмотреть брэнд и обеспечить стратегическое видение кампании.